# 김성남 (1953년)
김성남(金成男, 1953년 ~ )은 조선민주주의인민공화국의 정치인이다. 조선로동당 중앙위원회 위원으로 당 국제부장 겸 당 정치국 후보위원이다.

## 경력
2010년 1월 조선로동당 국제부 부부장을 거쳐 2016년 5월, 조선로동당 제7차 대회에서 조선로동당 중앙위원회 후보위원으로 선출되었다. 2017년 10월 조선로동당 제7기 제2차 전원회의에서 당 중앙위 위원으로 선출되었다.